# Phyllonorycter conformis
Phyllonorycter conformis är en fjärilsart som först beskrevs av Edward Meyrick 1910.  Phyllonorycter conformis ingår i släktet guldmalar, och familjen styltmalar.
Artens utbredningsområde är Nepal. Inga underarter finns listade i Catalogue of Life.